# Louggol Ngari
Louggol Ngari  est une localité du Cameroun située dans l'arrondissement de Bogo, le département du Diamaré et la région de l’Extrême-Nord. Elle fait partie du lawanat de Guinelaye.

## Population
En 1975, la localité comptait 68 habitants, dont 33 Peuls et 35 Mousgoum.
Lors du recensement de 2005, on y a dénombré 301 personnes.